# Mentheville
Mentheville é uma comuna francesa na região administrativa da Normandia, no departamento de Sena Marítimo. Estende-se por uma área de 3,09 km². Em 2010 a comuna tinha 299 habitantes (densidade: 96,8 hab./km²).